# Іванівка (Сімферопольський район)
Іва́нівка (до 1948 року — Джаната́й, крим. Cañatay) — село Сімферопольського району Автономної Республіки Крим.
Відстань від райцентру до населеного пункта становить 13 кілометрів по прямій.